# هاکوئوکی
هاکوئوکی (انگلیسی: Hakuoki) یک سری بازی ویدئویی است که توسط آیدیا فکتوری برای پلی‌استیشن ۲ منتشر شده و به سیستم عامل‌های دیگر منتقل شده است.